# Pierre Bourgeois (industrie musicale)
Pour les articles homonymes, voir Pierre Bourgeois et Bourgeois.
Pierre Bourgeois, né dans le 18e arrondissement de Paris le 25 juin 1904 et mort à Samois-sur-Seine le 24 septembre 1976, est un industriel, producteur musical et producteur de télévision français.
Personnalité de l'industrie musicale et de la télévision, Pierre Bourgeois a dirigé la société Pathé-Marconi dans les années 1950, période la plus marquante de son histoire. Il a notamment commercialisé les tout premiers disques 33 et 45 tours du marché français, coréalisé les premiers spectacles son et lumière nationaux, développé la branche industrie radio-télévision, assuré la renommée des labels de la firme, produit de nombreux succès d'Édith Piaf dont La Vie en rose, Hymne à l'amour, Padam, padam..., La Foule, Milord. 
Proche des pouvoirs en place tout au long de la IVe République, il a eu plusieurs fonctions gouvernementales et syndicales et contribué à des avancées législatives.
Il a ensuite coproduit et distribué, pour les pays francophones, de nombreuses séries télévisées de l'Incorporated Television Company dans les années 1960 et 1970, parmi lesquelles Au nom de la loi, Le Saint, Le Prisonnier, Amicalement vôtre, Le Muppet Show.

## Biographie

### Premières années (1924-1935)
Après un premier métier dans la publicité, à l'agence Publicité Vox (1924-1927) et au groupe Frank Jay Gould (1927-1930), Pierre Bourgeois achète des parts et prend la direction commerciale des établissements Legard & Taupin, fabricant de disques 78 tours (1930-1934).
À cette époque, il écrit les paroles de la chanson Un baiser, sur une musique de Bruno Coquatrix. Le disque 78 tours paraît chez Columbia (1935).

### Polydor (1936-1941)
Il devient responsable commercial au service pressage de disques (mars 1936) puis directeur des services artistiques (mai 1941) du label Polydor, chargé notamment de la carrière musicale d'Édith Piaf ou de Paul Meurisse.

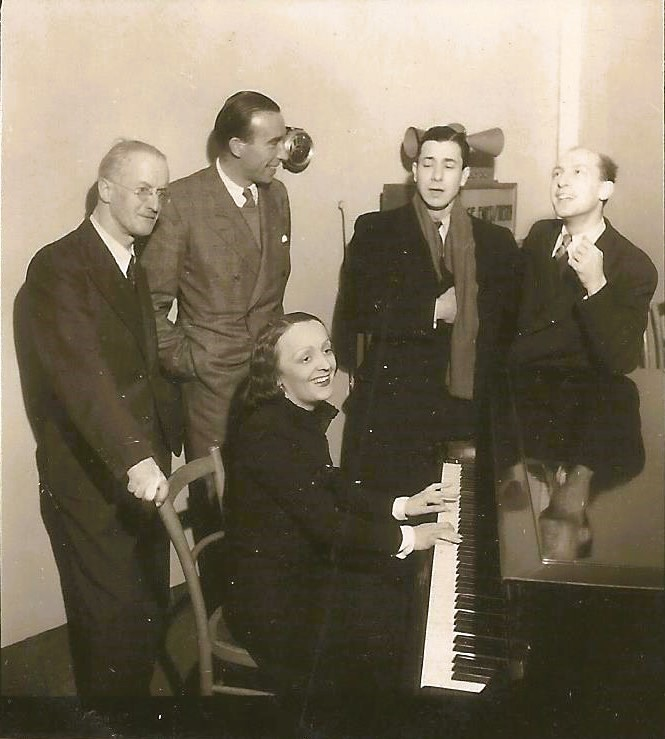
Édith Piaf, X, Pierre Bourgeois, Paul Meurisse et le compositeur Louiguy. Paris, 1941.

Il supervise parmi d'autres les enregistrements des titres Où sont-ils mes petits copains ?, C'était un jour de fête, C'est un monsieur très distingué, J'ai dansé avec l'Amour (27 mai 1941), écrits par Édith Piaf et composés par Marguerite Monnot et Louiguy,.

### Production de spectacles - Le Chant du Monde (1941-1946)
Quittant Polydor en juin 1941, il se tourne vers la production de spectacles le temps de la guerre et place des artistes dans les cinémas et cabarets, tels le Gaumont-Palace ou l'ABC (1941-1944).
Il réorganise, la paix revenue, la direction commerciale et technique du label Le Chant du Monde, et assure brièvement le secrétariat général de la fédération française et internationale de la musique de jazz (1945-1946).

### Pathé-Marconi (1946-1959)
Le 1er septembre 1946, Pierre Bourgeois est nommé directeur commercial fondé de pouvoir du groupe Pathé-Marconi, filiale française associée fondée en 1936 de la major britannique EMI.
La société fabrique du matériel radio, des tourne-disques, téléviseurs et édite les principaux labels La Voix de son maître, Columbia, Pathé, Parlophone, Odeon, Swing, dont les disques sont pressés à l'usine du 2 rue Émile Pathé à Chatou.
Dès son arrivée chez Pathé-Marconi, il convainc Édith Piaf de quitter Polydor et la signe en octobre 1946 chez Columbia.
Il devient président-directeur général de Pathé-Marconi le 15 janvier 1949 à l'âge de 44 ans, en remplacement de René Maget qui part en Argentine diriger Odeon pour l'Amérique du Sud,. En mars 1950, il est nommé chevalier de la Légion d'honneur.
Afin de promouvoir la société, il passe commande du Superbus Pathé-Marconi. Le gigantesque car-podium Panhard deviendra célèbre en accompagnant la caravane publicitaire du Tour de France, jusqu'à la fin du Tour 1958.

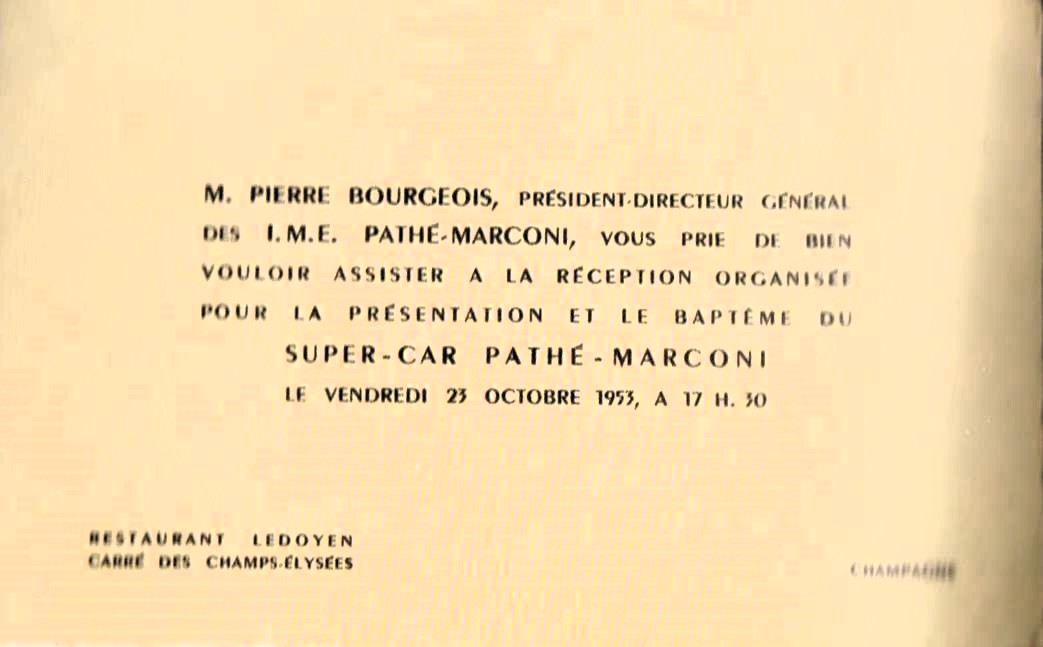
Carton d'inauguration du Superbus Pathé-Marconi. Paris, 1953.

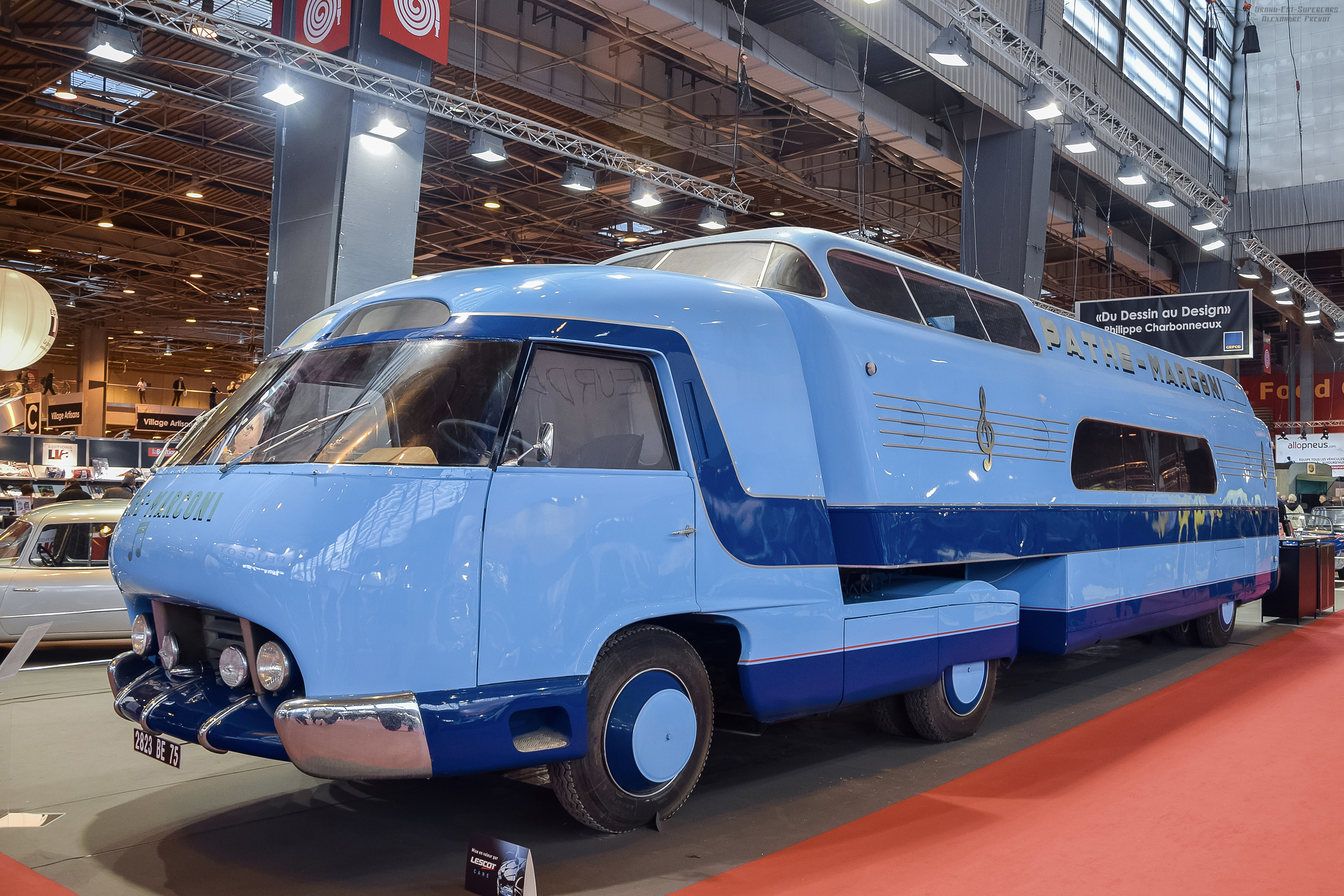
Le Superbus Pathé-Marconi est commandé par Pierre Bourgeois en 1950 pour assurer la promotion de l'entreprise. Toujours existant et restauré, le véhicule est exposé au salon Rétromobile à Paris Expo Porte de Versailles en février 2016.

Pierre Bourgeois développe dès sa prise de fonction, la recherche, la production, la vente de tous types de supports manufacturés permettant la diffusion du son et de l'image des marques Pathé, La Voix de son maître et Marconi : émetteurs et postes de radio, platines tourne-disques, téléviseurs, pièces détachées, faisant de Pathé-Marconi la première entreprise européenne du secteur. Ainsi, de 13 500 téléviseurs La Voix de son maître en 1951, la production passe à 400 000 au début de l'année 1956. De même, la fabrication de platines 3 vitesses 78/33/45 tours aux usines de Chatou atteint 500 000 unités en 1955. Surnommé « le père du microsillon », Pierre Bourgeois est à l'origine de la commercialisation des tout premiers disques 33 et 45 tours vendus en France en 1951,,.
Il apporte son soutien financier aux Jeunesses musicales de France, dont il est membre du comité directeur (1949-1976),, au concours international Marguerite-Long-Jacques-Thibaud, en tant que membre du comité de patronage (1953-1959), à l'Olympia de Bruno Coquatrix, aux festivals d'art lyrique d'Aix-en-Provence et Pablo Casals de Prades, au Ve concours international de piano Frédéric-Chopin à Varsovie, par son rôle de membre du comité national français (février-mars 1955).
Il contribue en 1952 à la création des premiers spectacles son et lumière français qui mettent en valeur les plus beaux monuments du patrimoine national, dont les châteaux de Chambord, Versailles, Vincennes, Chantilly, le
Palais des papes d'Avignon, la basilique Sainte-Thérèse de Lisieux ou la cathédrale Sainte-Cécile d'Albi.
Pierre Bourgeois participe en mai 1952 au lancement de Télé-Sarre, toute première chaîne de télévision privée en Europe et rejoint, sur la demande de Charles Michelson et du prince Rainier III, le conseil d'administration actionnaire de la compagnie européenne de radiodiffusion et de télévision (CERT), tutelle de la chaîne,,,.
Le président Vincent Auriol lui décerne en juillet 1953 la médaille d'honneur des affaires étrangères, dite « médaille du président de la République ».

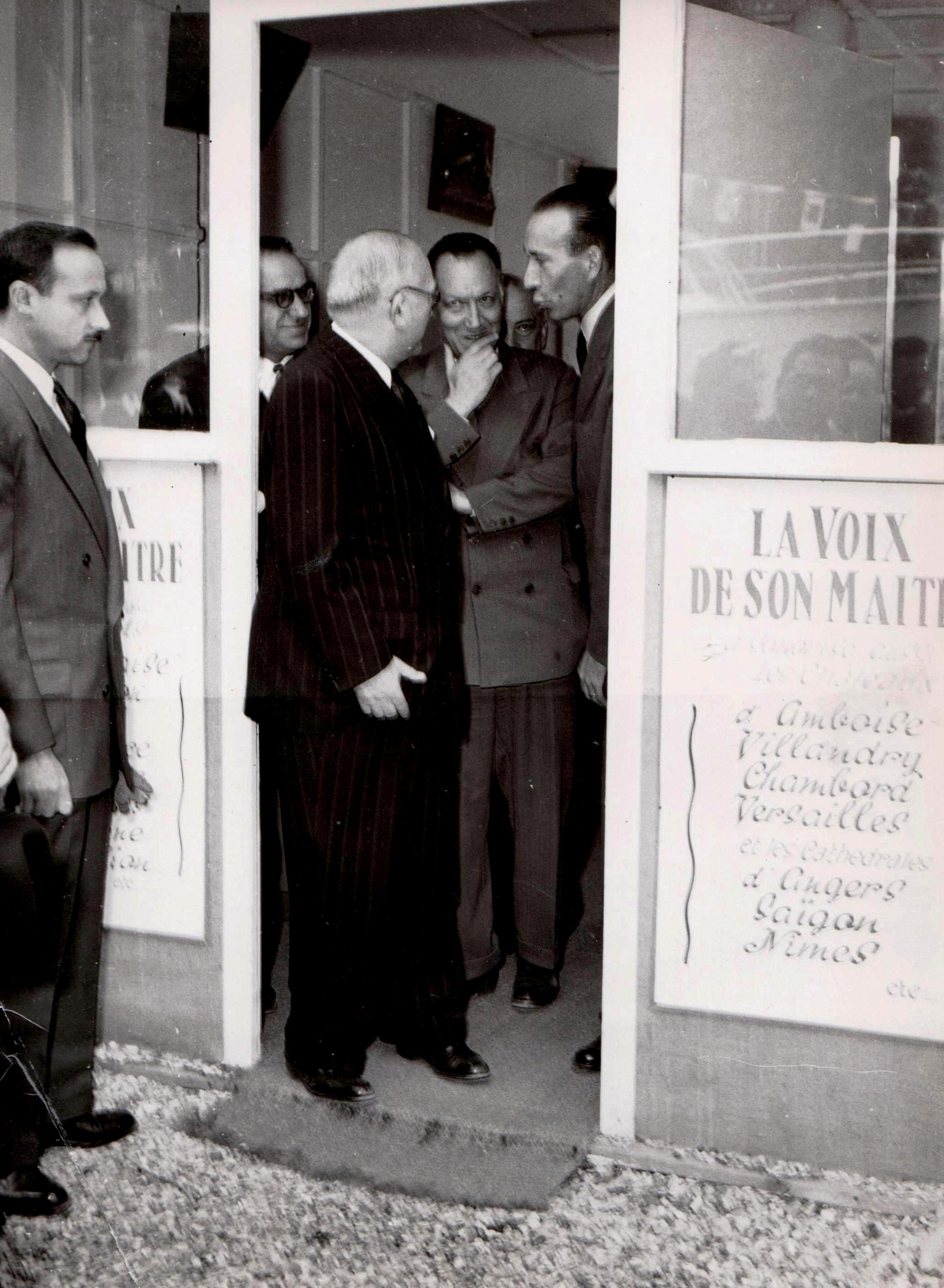
Conversation sur le stand Pathé-Marconi au XIXe salon nautique. Vincent Auriol, président de la République, Jean-Marie Louvel, ministre de l'Industrie et du Commerce, Pierre Bourgeois. Sur la gauche, un officier de sécurité. Paris, 26 septembre 1953.

Sous son influence, un décret du 14 août 1954 assimile le disque au livre, réduisant de 50 % la taxe à la production et ramenant le prix du microsillon 33 tours de 3 015 francs (24 septembre 1951) à 2 600 francs.
La fédération internationale de l'industrie phonographique recense cette année-là « cinq majors du disque européennes » : EMI et Decca au Royaume-Uni, Pathé-Marconi en France, Philips aux Pays-Bas et Deutsche Grammophon en Allemagne.
En 1955, il signe un accord d'exclusivité avec la Comédie-Française pour la diffusion des enregistrements intégraux du théâtre français, édités en coffrets de disques Pathé,.

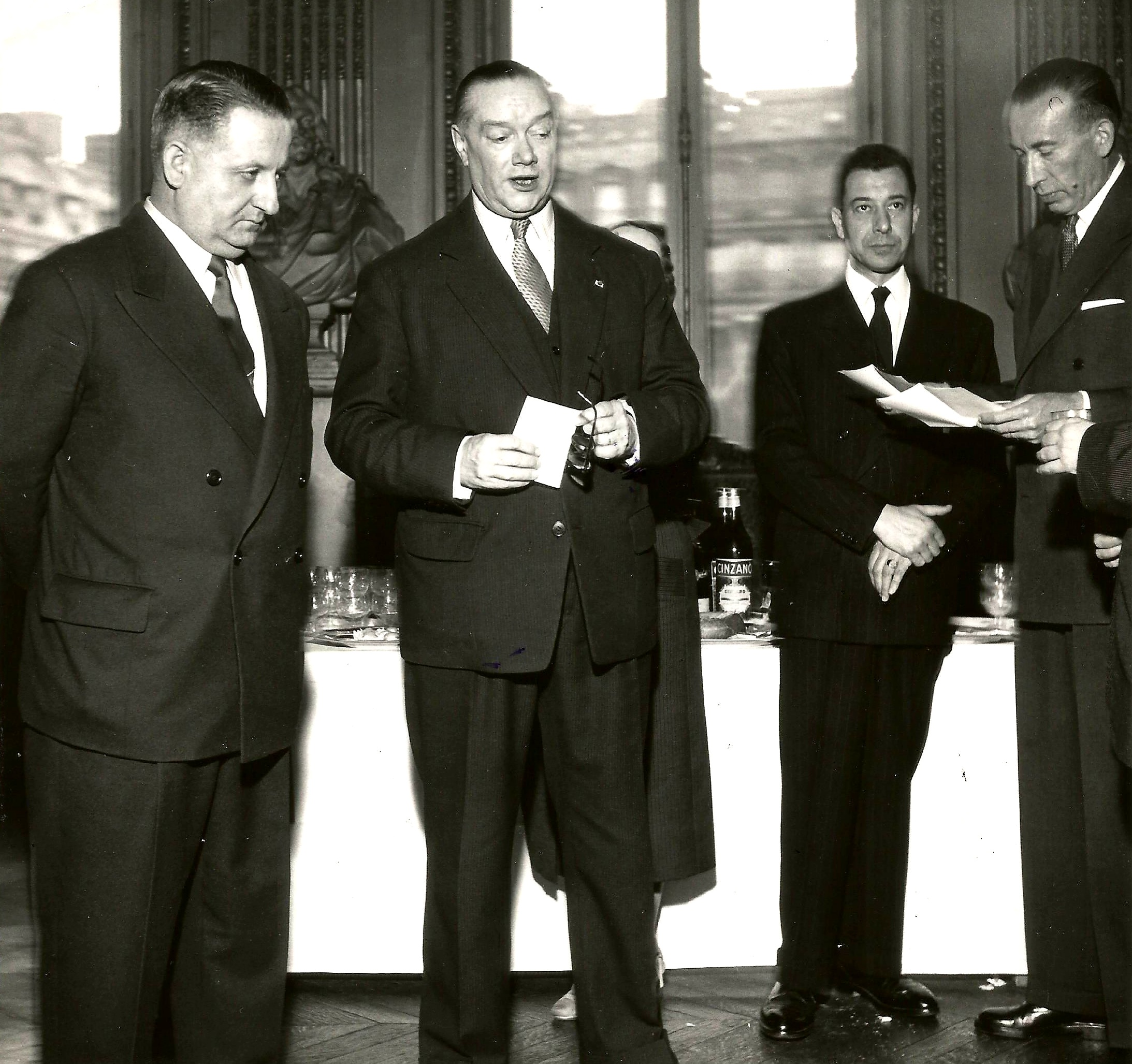
Cocktail
pour la signature des enregistrements du théâtre français. De gauche à droite : Jacques Bordeneuve, secrétaire d'État aux Arts et Lettres, Pierre Descaves, administrateur général de la Comédie-Française, Paul Meurisse, acteur, sociétaire de la Comédie-Française, Pierre Bourgeois, président de Pathé-Marconi. Comédie-Française, place du Théâtre-Français. Paris, 1955.

 En janvier 1956, il fonde Disque Jockey Association, organisme qui attribue des prix aux meilleurs présentateurs de disques à la radio. Pierre Bourgeois tisse des liens culturels avec les gouvernements russes (en mars) et chinois (en mai) 1956, pour l’échange et la diffusion de leurs catalogues de disques respectifs, et fait connaître en France, par exemple, les Chœurs de l'Armée rouge, le Ballet du Bolchoï ou l'Opéra de Pékin. Il obtient que soit diffusée une heure par semaine de musique française sur les ondes russes et chinoises. Sur le plan commercial, il vend au Premier ministre chinois Zhou Enlai des émetteurs de radio longue portée Marconi. La commande doit être traitée par Londres car ces émetteurs sont, en pleine guerre froide, considérés comme matériels stratégiques.
Il est aux côtés de Jacques Bordeneuve, secrétaire d’État aux Arts et Lettres, l'un des artisans de la loi du 11 mars 1957 régissant la propriété littéraire et artistique,.
C'est naturellement lui qui est choisi par le président René Coty, pour synchroniser la première visite officielle de la reine Élisabeth II à Paris en avril, en raison des compétences techniques et de la modernité des matériels d'enregistrement et de diffusion de Pathé-Marconi,,. Le mois suivant, il est nommé membre du comité national français au conseil international de la musique de l'UNESCO.
En septembre 1957, Pierre Bourgeois est l'une des cent trente personnalités à faire partie de la première promotion de l'ordre des Arts et des Lettres nouvellement créé. Il est décoré en même temps que son ami Paul Belmondo, au grade d'officier.
Son action en faveur du disque accorde à Pathé-Marconi le statut de première société de l'industrie musicale en Europe occidentale, comptant les labels Angel Records (en), Capitol, Cetra-Soria, Columbia, Odeon, La Voix de son maître, Parlophone, Pathé, Pathé-Vox (label qu'il fonde en 1951 afin de promouvoir les disques classiques du label américain Vox), Témoignages, MGM. Jusqu'à son départ, 1 disque sur 3 vendu en France est un disque Pathé-Marconi. La production de disques à Chatou est établie à 15 millions d'exemplaires chaque année. La société presse une centaine de marques de disques pour toute l'Europe et son chiffre d'affaires atteint les 5 milliards de francs en 1957.
L'entreprise emploie près de 5 000 salariés à la fin des années 1950. Pathé-Marconi est alors la seule  compagnie française du disque cotée à la bourse de Paris.

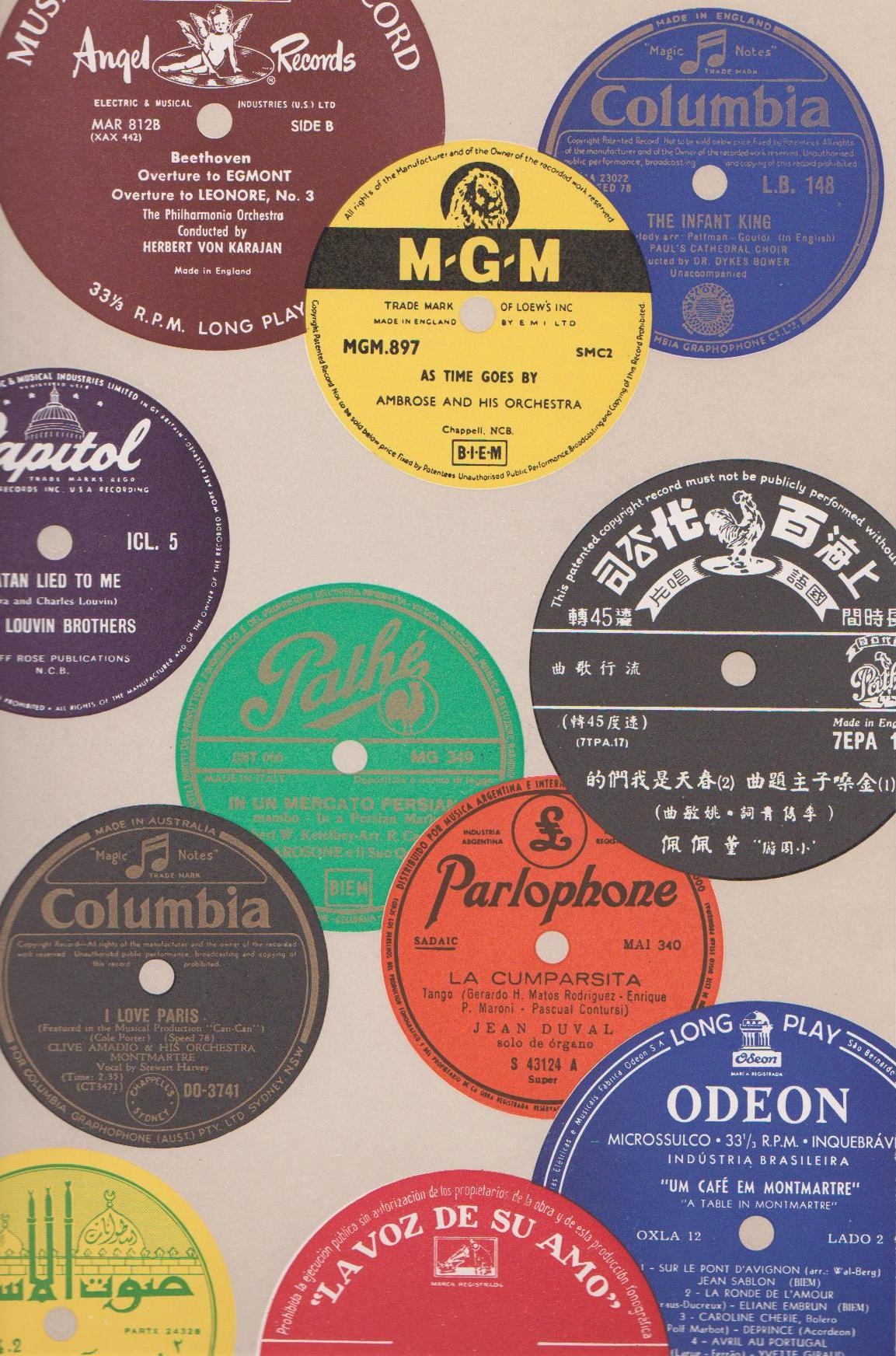
Étiquettes centrales de quelques marques des disques Pathé-Marconi produites durant les années 1950.

Par le biais de ses directions artistiques, Pierre Bourgeois développe et assure la carrière discographique des artistes Pathé-Marconi. Parmi eux : Édith Piaf, Frank Sinatra, Colette, Charles Trenet, Maria Callas, Yves Montand, Tino Rossi, Luis Mariano, Gilbert Bécaud, Bourvil, Jean Cocteau, Les Compagnons de la chanson, Amália Rodrigues, Herbert von Karajan, Franck Pourcel, Maurice Chevalier, Django Reinhardt, Arthur Honegger, Yehudi Menuhin.
Il remet de nombreux disques d'or aux artistes dont il a la charge, par exemple à  Tino Rossi pour le 78 tours Petit Papa Noël, tout premier disque d'or délivré à un artiste en Europe et qui est à ce jour le record du single le plus vendu en France avec 5,7 millions d'exemplaires ; mais aussi à Jacques Hélian pour Étoile des neiges (1952), à Luis Mariano pour Maria Luisa (1953), à Édith Piaf pour Padam-Padam (1954), à Charles Trenet pour La Mer, à Yves Montand pour le célèbre titre Les Feuilles mortes (1955), aux Compagnons de la chanson pour Mes jeunes années (1955).
Il leur décerne, outre un disque d'or, des récompenses particulières couronnant leurs succès, telles la médaille de la Ville de Paris à Bourvil (1953), la réplique de ses mains en bronze doré à Édith Piaf (1954), un chapeau d'or à Charles Trenet pour ses 20 ans de chansons (1955), une plaquette d'or à Georges Guétary pour son millionième disque (1955), une guitare d'or à Tino Rossi pour la vente de ses 10 millions de disques (1956), un bracelet d'or aux armes de la Ville de Paris à Lucienne Delyle (1956), le prix Mozart à Marcel Dupré (1956), une baguette d'or à André Cluytens (1958), un collier d'or à Gloria Lasso (1958).

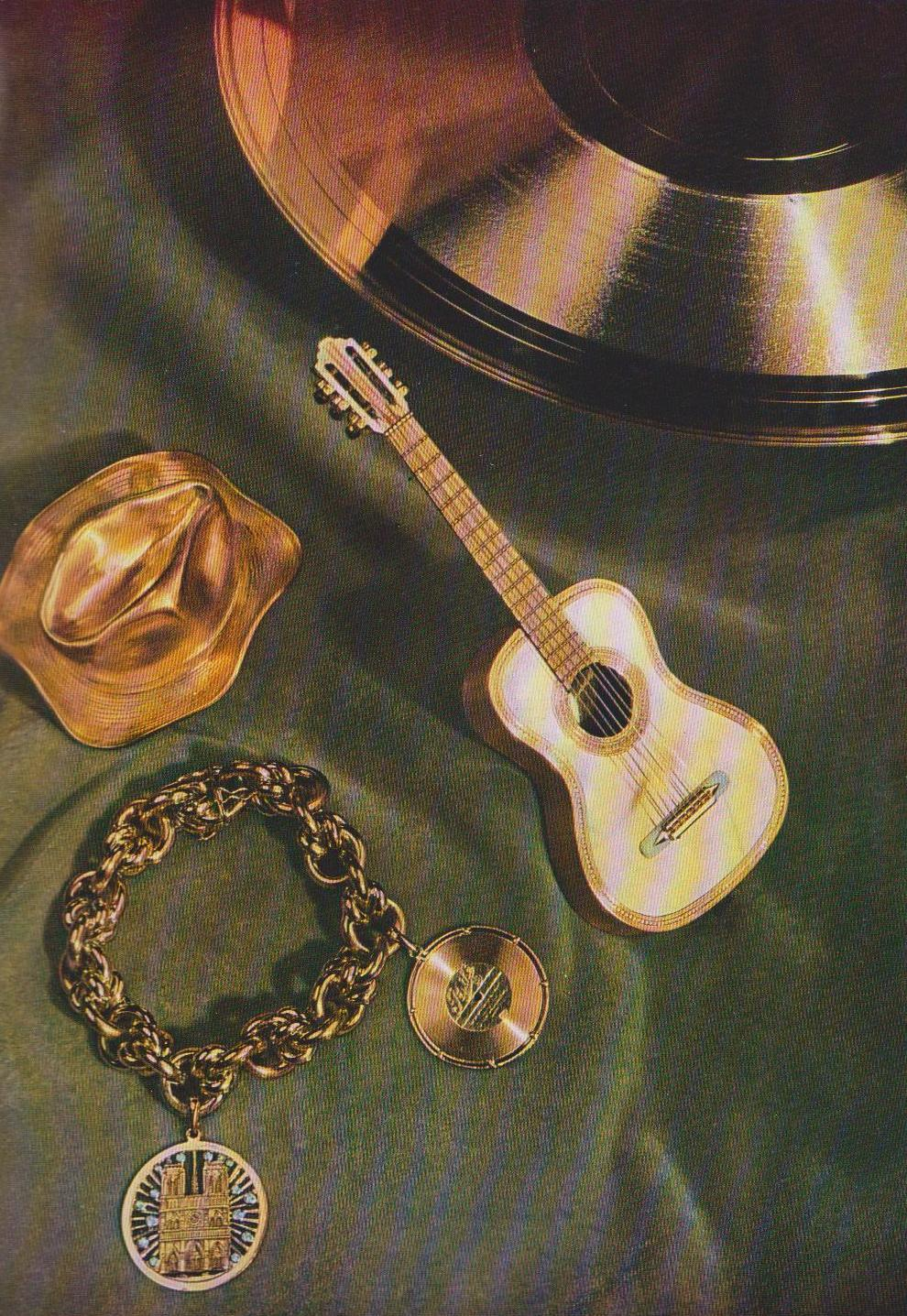
Prix remis aux artistes Pathé-Marconi ayant dépassé le million de disques vendus en 1955 : guitare d'or de Tino Rossi, chapeau d'or de Charles Trenet, bracelet d'or de Lucienne Delyle aux armes de la Ville de Paris.

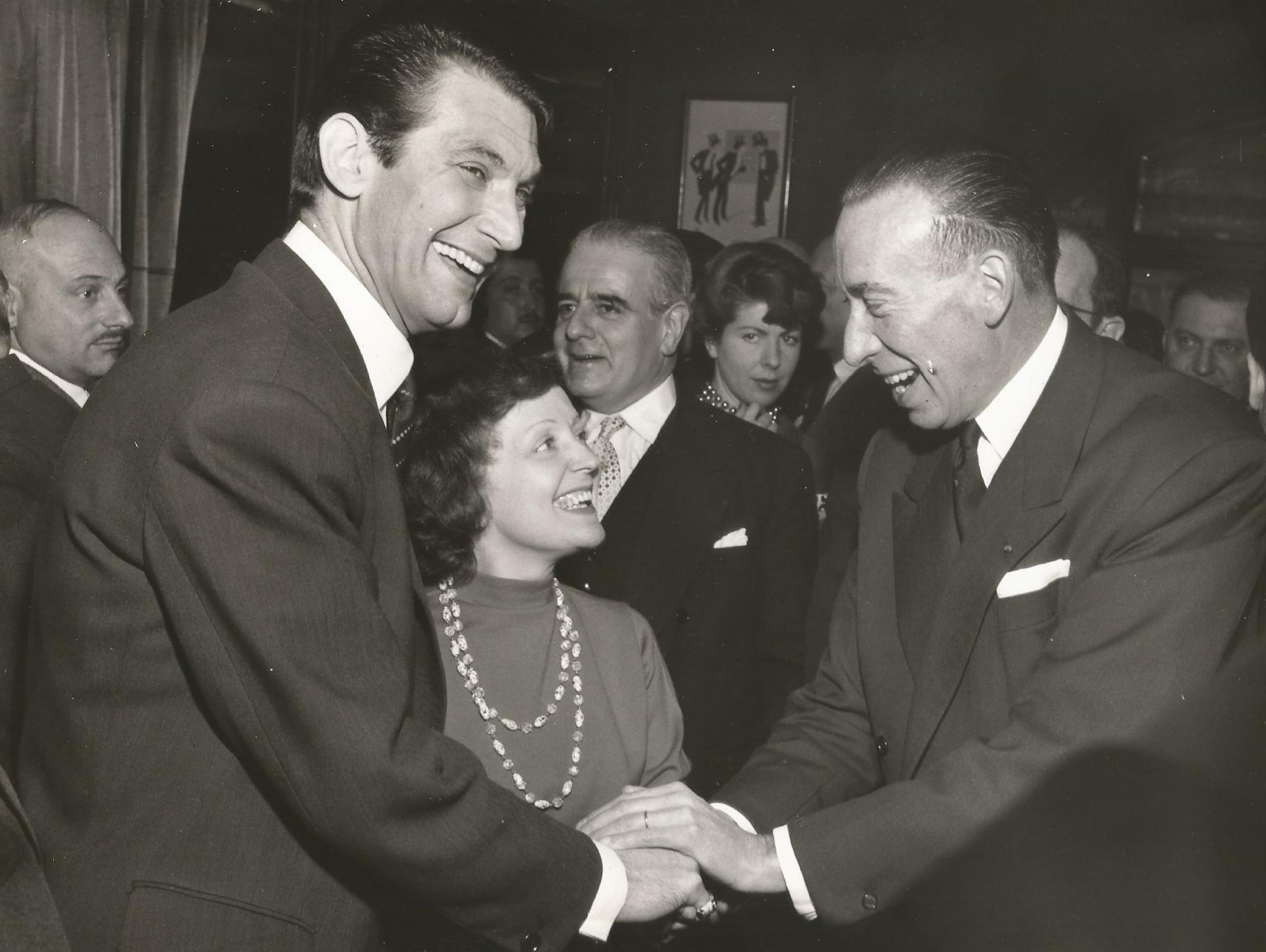
Réception Pathé-Marconi chez Maxim's en l'honneur d'Édith Piaf. De gauche à droite : l'acteur et chanteur Félix Marten, Édith Piaf, Pierre Bourgeois. Au second plan : Bruno Coquatrix, patron de l'Olympia. Paris, 5 mars 1958.

Pierre Bourgeois est promu officier de la Légion d'honneur sur le contingent de la présidence de la République en janvier 1958, puis nommé chevalier du Mérite social en mars.
En décembre 1958, il coorganise la Grande nuit de l'Opéra  avec la RTF, concert donné à l'opéra Garnier par Maria Callas au profit des œuvres sociales de la Légion d'honneur et diffusé en Eurovision, en présence du président René Coty. Brigitte Bardot, Charlie Chaplin, Jean Cocteau, figurent parmi les invités. La presse de l'époque annonce alors l'événement comme « le plus grand spectacle du monde ».
Il cède - sur l'instruction d'EMI - la branche radio-télévision à la compagnie française pour l'exploitation des procédés Thomson Houston fin 1958. Les téléviseurs et postes de radio La Voix de son maître sont dorénavant fabriqués et vendus sous licence par Thomson. En contrepartie, Pathé-Marconi prend en charge le pressage des disques Ducretet Thomson dans son usine de Chatou et recentre son métier sur le disque. Dépourvue d'une part importante de son industrie, l'entreprise entame un long déclin.
Au lendemain de la fin de mandat présidentiel du chef de l'État, il est l'un des rares proches du président à se rendre avec lui au Havre le 9 janvier 1959, pour un hommage public à sa veuve Germaine Coty disparue quatre ans plus tôt.
En mars 1959, en désaccord avec la politique commerciale de la maison-mère britannique EMI, Pierre Bourgeois quitte Pathé-Marconi après 13 années de direction au service de la firme.

#### Autres mandats durant la période
Pierre Bourgeois cumule plusieurs mandats dont il démissionne en totalité à son départ de Pathé-Marconi.
- Fonctions syndicales :
  - vice-président (1939-1958)[55] puis président (mars 1958-) du syndicat national de l'édition phonographique[56],[57].
  - administrateur de la fédération nationale des industries et commerces de la musique[Note 7] (1951-)[58],[59].
  - président de la commission de télévision du syndicat national des industries radioélectriques (1951-)[60].
  - président du syndicat des constructeurs d’appareils radiorécepteurs et téléviseurs (juin 1955-)[61],[62],[63].
  - membre du conseil de surveillance (mai 1957-) puis vice-président (juin 1957-) de la fédération internationale de l'industrie phonographique[64].
- Missions gouvernementales :
  - à la radiodiffusion-télévision française : membre du comité de télévision auprès de la direction générale, nommé par Émile Hugues, ministre de l'Information (septembre 1953-)[65] puis membre du conseil des programmes, nommé par Gérard Jaquet, secrétaire d’État chargé de l'Information (février 1957-)[66],[67].
  - conseiller spécial du président de la République pour les questions radio-télévision (septembre 1956-)[réf. souhaitée].
  - membre de la commission de la radiodiffusion et de la télévision au commissariat général du Plan, nommé par Félix Gaillard, ministre des Finances, des Affaires économiques et du Plan, sur la proposition d'Étienne Hirsch, commissaire au Plan (juin 1957-)[68].

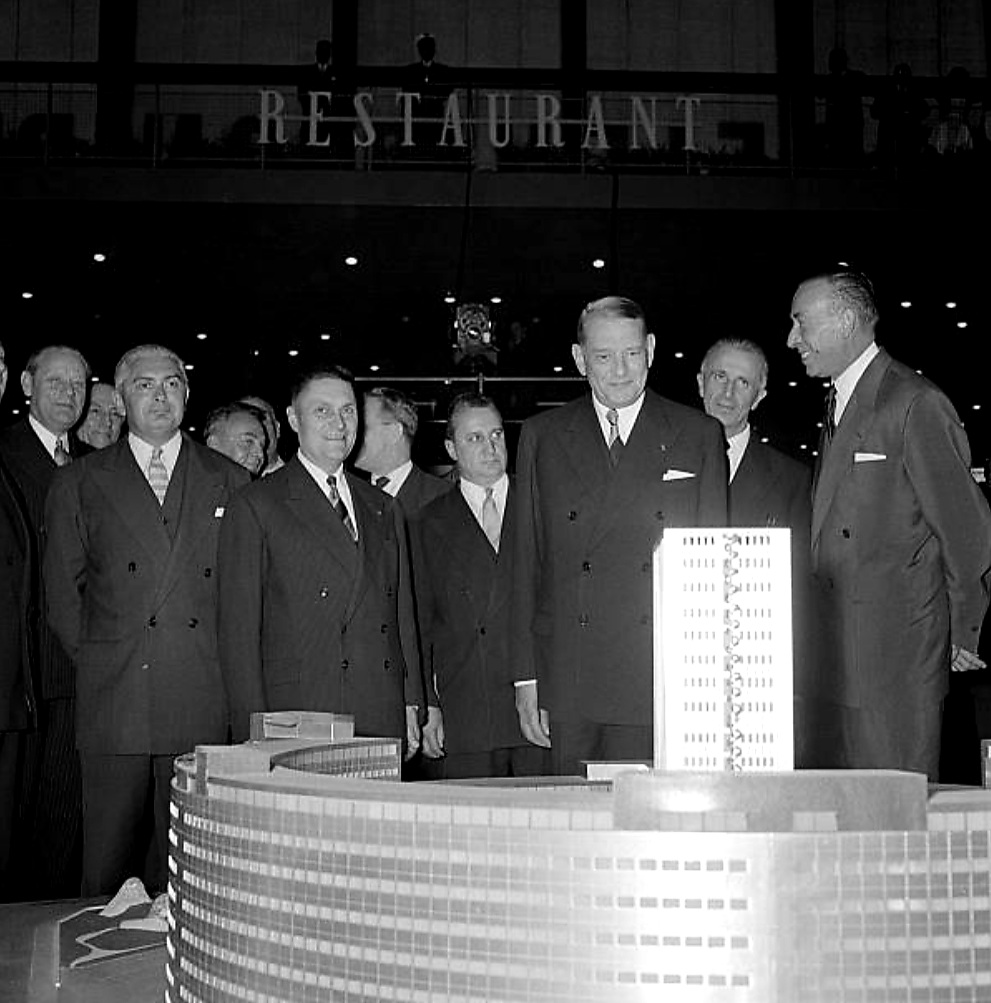
Le président René Coty inaugure la maquette de la future Maison de la Radio. À ses côtés, Pierre Bourgeois, président de Pathé-Marconi, membre du conseil de la RTF et du commissariat général du Plan, conseiller et ami du président. Au second plan entre les deux hommes, Gabriel Delaunay, directeur général de la RTF. XIXe salon de la radio, de la télévision et du disque. Parc des expositions de la porte de Versailles. Paris, 18 septembre 1957.

### Nouvelle agence de diffusion (1959-1973)
Pierre Bourgeois fonde la nouvelle agence de diffusion (NADIF) en juillet 1959, société de production et de distribution de disques phonographiques et de films, ainsi que le label PBM (Productions Bourgeois Musique),,.
La nouvelle agence de diffusion produit plusieurs marques de disques sous l'enseigne société nouvelle du disque français et des séries télévisées sous la marque NADIF films.
En 1962, il crée Vox-Ricordi, organisme de diffusion commun aux disques des labels NADIF, Vox Records et Dischi Ricordi.
Il lance la carrière d'Éric Charden en 1963, que lui présente le peintre Henri Mahé, décorateur du Moulin-Rouge et du Balajo.
À partir de 1967 et en plus de ses occupations, Pierre Bourgeois collabore avec Armand Beressi, fondateur d'ODEGE, éditeur spécialisé dans la publication de fascicules pour le groupe Hachette. Il est ainsi conseiller artistique pour la collection de soixante-seize disques classiques 25 cm 33 tours avec livret, Les Chefs-d’œuvre de l'Art : Grands Musiciens, publiée par ODEGE de 1967 à 1969 et fruit d'une association entre Hachette et l'éditeur italien Fratelli Fabbri Editori (it).
En mai 1968, il coorganise à Samois-sur-Seine le 1er hommage à Django Reinhardt pour les 15 ans de la disparition du guitariste, apportant la technique de l'ORTF. L'événement posera les bases du festival Django Reinhardt. La NADIF cesse son activité en 1973.

### Société française des procédés Oldham (1960-1972)
Simultanément, il est nommé président-directeur général de la société française des procédés Oldham et de la compagnie auxiliaire des mines en janvier 1960, entreprise franco-britannique spécialiste de la détection de gaz située à Arras,,,.
Pierre Bourgeois quitte la direction générale d'Oldham en 1965 pour se consacrer à ses activités discographiques et télévisuelles, puis se retire de la présidence en 1972,.

### Incorporated Television Company (1960-1976)
En janvier 1960, il devient également directeur général délégué pour les pays francophones de l’Incorporated Television Company, entreprise britannique de production et de distribution de films pour le cinéma et la télévision, créée à Londres par Lew Grade (en) en 1954,.
Dès le debut des années 1960, il soutient à Cannes le développement du marché international des programmes de télévision (MIPTV), puis du MIDEM (marché international du disque et de l'édition musicale), fondés par son ami Bernard Chevry.
Il coproduit et distribue de nombreuses séries télévisées pour le marché français, parmi lesquelles L'Homme invisible avec Tim Turner (en) (1962) ; Au nom de la loi avec Steve McQueen, toute première série américaine diffusée en prime time à la télévision française (1963) ; Le Saint avec Roger Moore (1964) ; Robin des Bois avec Richard Greene (1965) ; Destination Danger (1961) et Le Prisonnier (1968) avec Patrick McGoohan ; Amicalement vôtre avec Roger Moore et Tony Curtis (1972) ou Le Muppet Show (1977) créé par Jim Henson.
Bernard Cornut-Gentille, maire de Cannes, lui remet le trophée du producteur de l'année au MIPTV 1972 pour la série télévisée Amicalement vôtre.
Il conserve la direction de l'Incorporated Television Company jusqu'à mi-septembre 1976, quelques jours seulement avant son décès à l'âge de 72 ans.

#### Fonctions syndicales et électives (1963-1976)
De 1963 à 1970, Pierre Bourgeois est président de la chambre syndicale des producteurs et distributeurs de programmes de télévision,, actuelle union syndicale de la production audiovisuelle (USPA). Il signe en 1964, le premier accord collectif en faveur des droits des artistes interprètes pour la télévision.

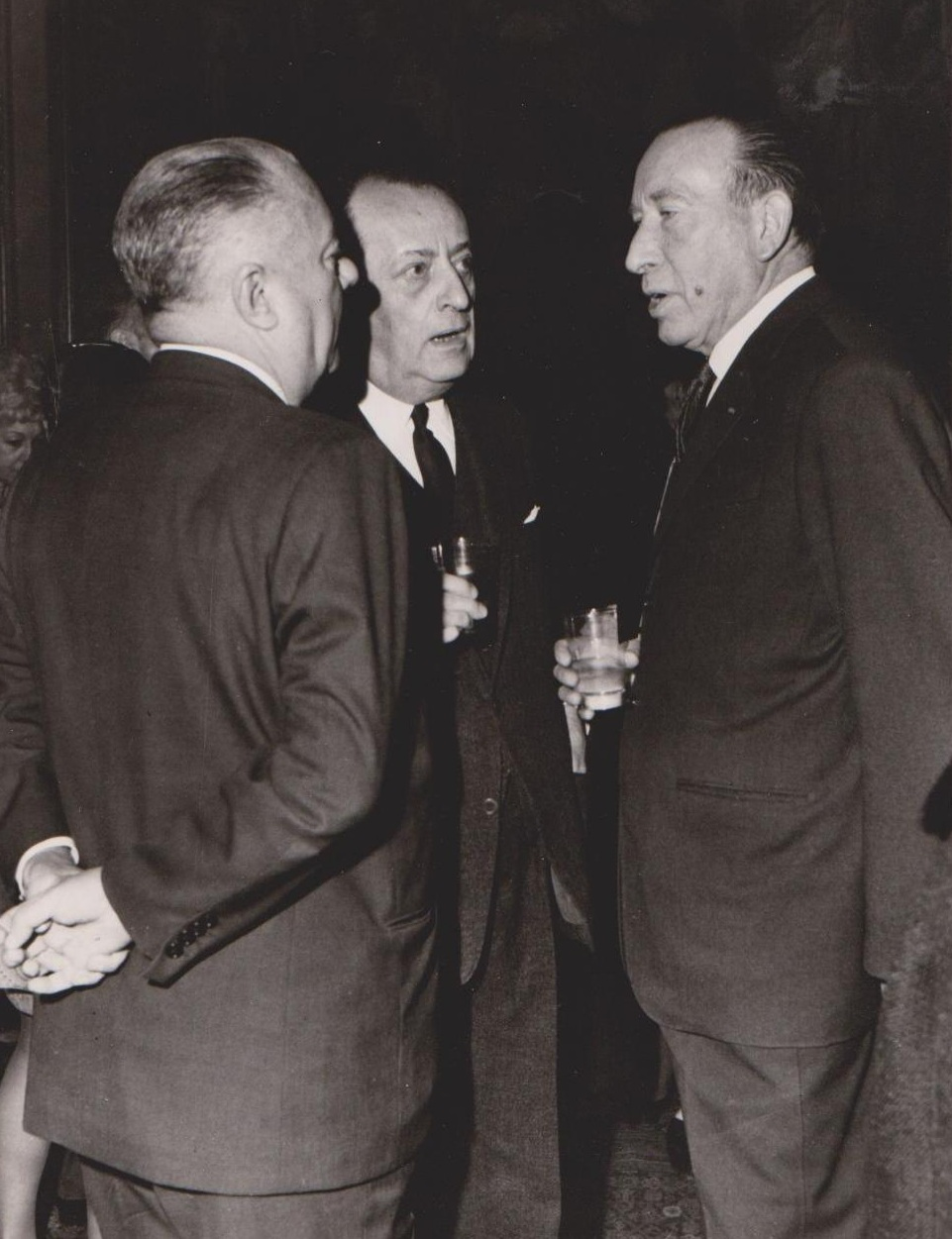
René Nicoly, président-fondateur des Jeunesses musicales de France, André Malraux, ministre d'État chargé des Affaires culturelles, Pierre Bourgeois, directeur général de ITC, président du syndicat des producteurs de télévision, membre du comité directeur des JMF. Paris, ministère de la Culture, 18 février 1969.

De 1974 à sa mort, il est conseiller municipal chargé des affaires économiques de Samois-sur-Seine (Seine-et-Marne), élu sur la liste du maire Édmond Ravot (SE),.

## Distinctions

### Décorations
Officier de la Légion d'honneur (20 février 1958). Chevalier du 1er juin 1950, Pierre Bourgeois est promu officier le 28 janvier 1958 pour titres exceptionnels. En lui remettant la décoration sur contingent personnel le 20 février suivant, le président René Coty le cite comme « l'une des plus remarquables personnalités de l'après-guerre, l’un des cent hommes qui font la France ».
 Chevalier de l'ordre du Mérite social (5 mars 1958), nommé par Paul Bacon, ministre du Travail et de la Sécurité sociale, pour « services rendus aux œuvres sociales, à Paris ».
 Officier de l'ordre des Arts et des Lettres (24 septembre 1957), nommé à l'occasion de la toute première promotion de l'ordre arrêtée par Jacques Bordeneuve, secrétaire d’État aux Arts et Lettres. Pierre Bourgeois meurt en 1976, peu avant d'être promu commandeur sur la demande d'André Malraux, ancien ministre d’État chargé des Affaires culturelles[réf. souhaitée].

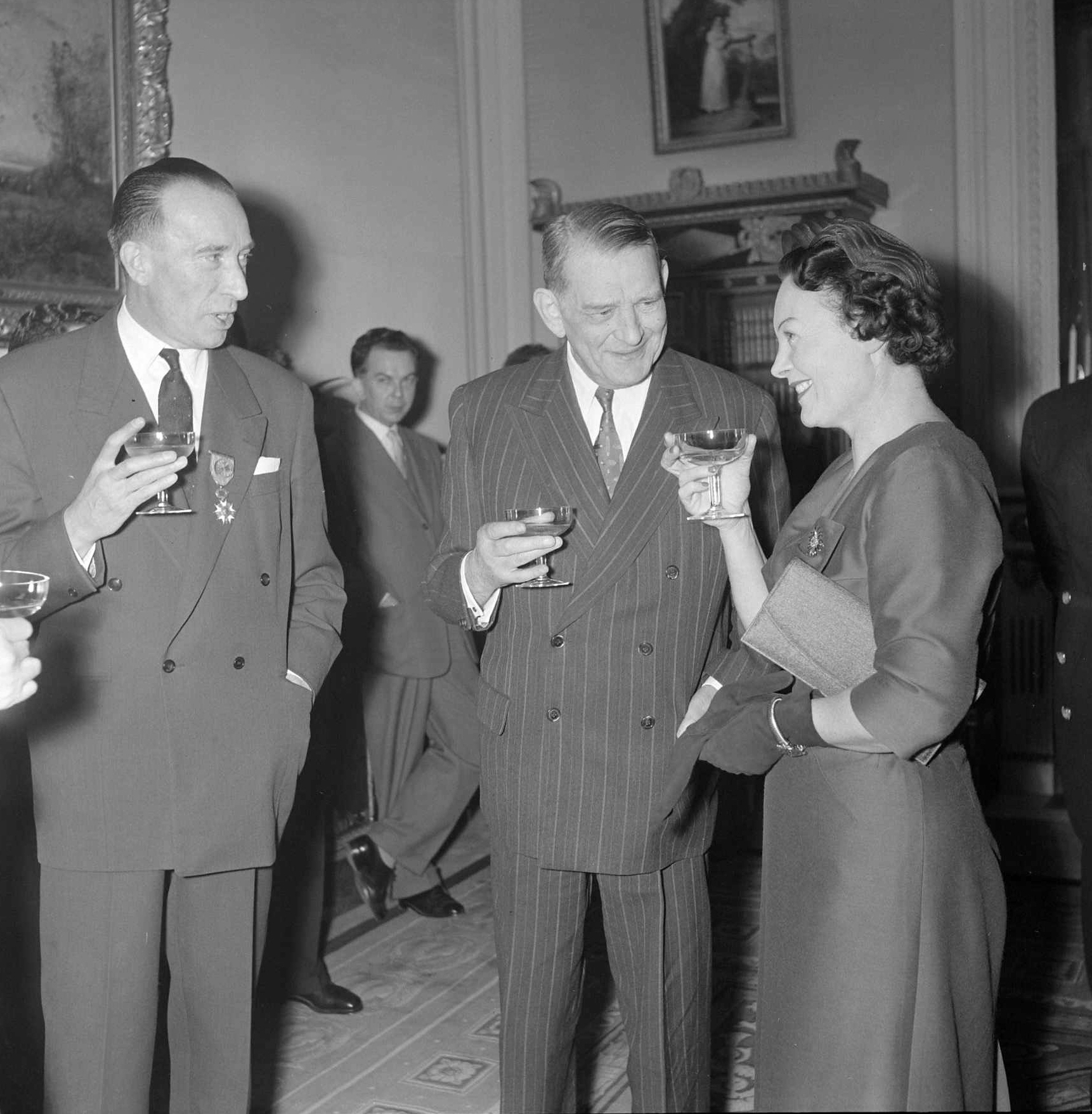
Pierre Bourgeois, René Coty, Juliette Bourgeois. Remise de la rosette d'officier de la Légion d'honneur à Pierre Bourgeois par le chef de l'État au Palais de l'Élysée. Paris, 20 février 1958.

 Médaille d'honneur des affaires étrangères échelon vermeil (3 juin 1953), décernée par le président Vincent Auriol, pour « son rôle éminent d'ambassadeur de l'industrie française dans le monde ».

### Prix
En mars 1957, Pierre Bourgeois reçoit le diplôme Prestige de la France pour les spectacles son et lumière Pathé-Marconi, remis par Raymond Rodel, président du Comité de France.
En avril 1972, il est distingué producteur de l'année au marché international des programmes de télévision pour la série Amicalement vôtre. Le prix lui est remis par Bernard Cornut-Gentille, maire de Cannes.

## Œuvre

### Discographie

#### En tant que parolier
- 1935 : Un baiser, paroles de Pierre Bourgeois (sous le pseudonyme de Pierre Luc), musique de Bruno Coquatrix. Avec Jean Sablon (interprète), Garland Wilson (piano), Django Reinhardt (guitare), disque 78 tours Columbia DF 1714[3].

#### Enregistrements sonores
- 1955 : Grand Art et haute fidélité, disque offert aux revendeurs de la marque, allocution sonore de Pierre Bourgeois en face 2, avec 10 extraits classiques et 10 extraits variétés, 33 tours Pathé-Marconi, 33 PM 1[93].
- 1955 : Discours de Pierre Bourgeois prononcé devant les cadres de l'usine Pathé-Marconi à Chatou le 5 septembre 1955, disque 33 tours Pathé-Marconi 33 PM 7.

### Création de labels
Pierre Bourgeois est le fondateur des labels NADIF et PBM (Productions Bourgeois Musique), qui éditèrent les disques de nombreux artistes de 1959 à 1973.

### Préfaces
- 1953 : Au service de la musique, plaquette couleur, Office d’information et de liaison / Pathé-Marconi.
- 1956 : Pathé-Marconi : Un demi-siècle de succès, plaquette couleur grand format, Service des relations extérieures Pathé-Marconi.
- 1957 : Son et Lumière, plaquette couleur de présentation des spectacles, avec un disque 45 tours par Jean Toscane, PM 1007, Service des relations publiques Pathé-Marconi.

### Filmographie

#### À l'écran
- 1952 : Grand-Prix du disque à l'Assemblée nationale, avec Édith Piaf et Pierre Bourgeois (Gaumont)
- 1953 : Remise du diplôme de grand-officier de la Légion d'honneur à Colette, avec Pierre Bourgeois (INA)
- 1954 : Remise du moulage en or des mains d’Édith Piaf par Pierre Bourgeois (INA)
- 1957 : Remise du diplôme Prestige de la France à Pierre Bourgeois, président de Pathé-Marconi, par Raymond Rodel, président du Comité de France (Gaumont)
- 1958 : Maria Callas à l'aéroport de Paris-Orly, avec Pierre Bourgeois et Jean-Claude Pascal (INA)

#### En tant que producteur et distributeur
- 1961 : Destination Danger (Danger Man)
- 1962 : Guillaume Tell  (William Tell)
- 1962 : L'Homme invisible (Invisible Man)
- 1963 : Au nom de la loi (Wanted : Dead or Alive)
- 1964 : Sir Francis Drake, le corsaire de la reine (The Adventures of Sir Francis Drake)
- 1964 : Le Courrier du désert (Whiplash)
- 1964 : Le Saint (The Saint)
- 1965 : Robin des Bois (The Adventures of Robin Hood)
- 1967 : Alias le Baron (The Baron)
- 1968 : Le Prisonnier (The Prisoner)
- 1970 : L'Homme à la valise (Man in a suitcase)
- 1971 : Les Champions (The Champions)
- 1971 : Département S (Department S)
- 1972 : UFO, alerte dans l'espace (UFO)
- 1972 : Amicalement vôtre (The Persuaders)
- 1972 : Poigne de fer et séduction (The Protectors)
- 1973 : L'Aventurier (The Adventurer)
- 1976 : Les Sentinelles de l'air (Thunderbirds) - Antenne 2
- 1977 : Le Muppet Show (The Muppet Show) - Antenne 2